# タナベ
株式会社タナベ（英: TANABE Co., Ltd.）は、大阪府箕面市に本社を置く自動車部品メーカー。サスペンション、マフラー、ホイールの製造・販売を行っている。

## 概要
1982年1月に設立。当初よりサスペンションを主体に扱い、後にマフラーの製造も開始した。
2005年1月に倒産したアルミホイールメーカー・スピードスターの事業を同年10月に買収しホイール製造を開始。スピードスターのブランド「SSR」「Vienna」「SPEED STAR」のホイールの製造販売を引き継ぐ形となった。

## モータースポーツ活動
設立以来モータースポーツに関わりを持ち、これまでN1耐久・全日本ツーリングカー選手権(JTCC)・全日本GT選手権(JGTC)・フォーミュラ・ニッポン・SUPER GTなどで製品を供給。また、スポンサーとしての活動も行っていた。N1耐久には独自チームで参戦をした時期もあった。

## 沿革
- 1982年 - 大阪府池田市で設立
- 1988年 - 大阪府箕面市西小路に本社移転
- 1989年 - 日本自動車スポーツマフラー協会(JASMA)発足に伴い入会
- 1991年 - 滋賀工場完成
- 1992年 - 大阪府箕面市小野原東に本社移転
- 1994年 - N1耐久に独自チームで参戦
- 2003年 - 「Tanabe Racing Development USA inc.」設立
- 2005年 - スピードスターホイール事業部発足

## 国内拠点
- 滋賀工場（滋賀県野洲市）
- 八尾工場（大阪府八尾市）
- 奈良工場（奈良県山添村）